# G. R. Thompson
Gary Richard Thompson (geboren am 11. Dezember 1937 in Los Angeles) ist ein amerikanischer Literaturwissenschaftler, der besonders mit Arbeiten zu Edgar Allan Poe hervorgetreten ist.
Er studierte am San Fernando Valley State College (B. A. 1959) und der University of Southern California (M.A. 1960, Ph.D. 1967). Er lehrte zunächst 1962–63 englische Literatur an der Ohio State University, Columbus, 1964–66 an der UCLA, 1967–72 an der Washington State University und schließlich ab 1972 an der Purdue University, der er bis heute als Professor Emeritus verbunden ist.
1968 gründete er die Fachzeitschrift Poe Studies, die ihn 2006 auch mit einer Festschrift ehrte.

### Werke
- (Hrsg.): Great Short Works of Edgar Allan Poe. Harper, New York 1970.
- (mit J. Chesley Taylor): Ritual, Realism, and Revolt: Major Traditions in the Drama. Scribner, New York 1972.
- Poe's Fiction: Romantic Irony in the Gothic Tales. University of Wisconsin Press, Madison 1973. ISBN 0-299-06380-1
- (Hrsg.): The Gothic Imagination: Essays in Dark Romanticism. Washington State University Press, Pullman 1974.
- (Hrsg.): Romantic Gothic Tales, 1798–1840. Harper & Row, New York 1979. ISBN 0-06-080343-6
- (Hrsg. mit Virgil L. Lokke): Ruined Eden of the Present: Hawthorne, Melville, and Poe: Critical Essays in Honor of Darrel Abel. Purdue University Press, West Lafayette IN 1981. ISBN 0-911198-60-1
- (Hrsg.): Edgar Allan Poe: Essays and Reviews. Library of America, New York 1984. ISBN 0-940450-19-4
- The Art of Authorial Presence: Hawthorne's Provincial Tales. Duke University Press, Durham NC 1993. ISBN 0-8223-1321-9
- mit Eric Carl Link: Neutral Ground: New Traditionalism and the American Romance Controversy. Louisiana State University Press, Baton Rouge LA 1999. ISBN 0-8071-2351-X
- (Hrsg.): Great Short Works of Edgar Allan Poe: Poems, Tales, Criticism. Harper Perennial Modern Classics, New York 2004. ISBN 0-06-072785-3
- (Hrsg.): The Selected Writings of Edgar Allan Poe: Authoritative Texts, Backgrounds and Contexts, Criticism. W.W. Norton & Co., New York 2004. ISBN 0-393-97285-2
- (Hrsg. mit Robert Paul Lamb): A Companion to American Fiction, 1865–1914. Blackwell, Malden MA u. a. 2005. ISBN 1-4051-0064-8

### Sekundärliteratur
- G(ary) R(ichard) Thompson. In: Contemporary Authors Online. Detroit: Gale, 2001. Literature Resource Center. <http://go.galegroup.com/ps/i.do?id=GALE%7CH1000098493&v=2.1&u=sbbpk&it=r&p=LitRC&sw=w>, Zugriff am 12. Dezember 2011.
- Stephen Frye und Eric Carl Link (Hrsg.): Festschrift in Honor of G.R. Thompson. =Poe Studies/Dark Romanticism, Bd. 39–40, 2006–7. ISSN 1754-6095.

| Personendaten    | Personendaten                               |
| ---------------- | ------------------------------------------- |
| NAME             | Thompson, G. R.                             |
| ALTERNATIVNAMEN  | Thompson, Gary Richard (vollständiger Name) |
| KURZBESCHREIBUNG | amerikanischer Literaturwissenschaftler     |
| GEBURTSDATUM     | 11. Dezember 1937                           |
| GEBURTSORT       | Los Angeles                                 |